# Faits économiques et sociaux au XVe siècle

Chronologie de l'économie
XIVe siècle - XVe siècle - XVIe siècle
Années 1400
- Années 1410
- Années 1420
- Années 1430
- Années 1440
Années 1450
- Années 1460
- Années 1470
- Années 1480
- Années 1490

## Événements

### Afrique
- 1382-1517 : dynastie burjite en Égypte. La situation économique et sociale se dégrade : au-dessus d’une population « arabe » méprisée, et d’émirs mamelouks paupérisés, grands émirs et fermier de l’impôt détiennent le pouvoir réel, qui les enrichit. Ils découragent l’initiative par leur politique de monopoles toujours plus envahissants[1].
- Vers 1400 : l’exploitation de nouvelles vallées aurifères en Akan (Côte de l'Or) entraîne un réalignement des voies commerciales au détriment du Mali. De nouvelles routes commerciales s’établissent en direction du lac Tchad, dans le Sahara oriental. De 1400 à 1750, Begho devient une ville-marché centralisant la production d’or et de noix de kola et commerçant avec Djenné[2].

### Asie
- 1405-1433 : l'amiral eunuque musulman Zheng He dirige sept expéditions dans l'Océan Indien pour le compte de la dynastie Ming[3].

- 1414 : le sultan de Malacca se serait converti à l’islam. L’émergence de puissants sultanats côtiers (Aceh, Pasai, Malacca) et  l’apparition de l’islam, apporté par des marchands, coïncide avec un essor du commerce en Indonésie (poivre, girofle)[4].
- 1428 : début d’une période de troubles pendant l'époque de Muromachi au Japon. Après 1433, les Chinois mettent un frein puissant au commerce international, responsable de l’affaiblissement de leur masse monétaire par l’évasion du métal. Le Japon, qui utilise la monnaie continentale, entre dans une ère déflationniste, au moment où une nouvelle classe de parvenus émerge, les utokunin. Ils forment une bourgeoisie urbaine fournissant aux élites les produits des industries chinoises et mongoles. Le développement de l’économie monétaire conduit par contre à l’appauvrissement et l’endettement des agriculteurs, qui se révoltent quand la vie devient insupportable (1428-1429, 1441, 1462-1463)[5].

### Europe
- 1399-1442 : apogée de la civilisation bretonne sous le règne de Jean V de Bretagne[6]. Le duché de Bretagne bat monnaie, ses institutions propres (Conseil étroit, chambre des comptes) sont vigoureuses. Deux mille navires bretons, souvent de faible tonnage, trafiquent depuis la Zélande et les côtes anglaises jusqu’à l’Espagne.
- 1434-1464 : sous la direction de Cosme de Médicis, la population de Florence passe de 50 000 à 90 000 habitants[7]. L’industrie de la soie remplace celle de la laine, et des Florentins sont installés en Espagne, au Portugal, en Syrie et en Turquie[8].
- 1450-1500 : la tenure coutumière (villeinage) recule et le fermage  (copyhold (en)) se généralise en Angleterre[9].

- Autriche : un prolétariat rural se développe sur la base de la « précaire » concédée par un bail annuel du seigneur. Les corvées augmentent, sous le prétexte des invasions hussites et ottomanes. Des soulèvements paysans éclatent[10]. Les vignerons autrichiens bénéficient d’un droit héréditaire et payent leurs contributions en argent et en vin. Le vin remonte le Danube vers l’Allemagne du Sud (100 000 hl). Le sel et les draps descendent vers Vienne et la Hongrie. L’Italie reçoit du sel et des draps, et envoie des cotonnades et de la soie. Les échanges se règlent en florin d’or hongrois, la monnaie viennoise, le pfennig ayant subi une forte dévaluation. L’exploitation minière connait un réel essor. Les mines de sel sont réorganisées par les Habsbourg qui soumettent le Salzkammergut à une administration particulière (décrets de 1524 et de 1563)[11]. La métallurgie se développe en Styrie (Erzberg) par l’utilisation de la force hydraulique. Le plomb de Bleiberg, près de Villach, le cuivre et l’or, l’argent de Styrie, Carinthie et Tyrol sont largement extraits.

- Dépopulation en Morée au cours du XVe siècle. Les friches se développent. Les Vénitiens et le duc d’Athènes se disputent la main-d’œuvre venue d’Albanie pour leurs possessions de Messénie et d’Eubée.

- Selon certaines estimations, la flotte hanséatique compterait un millier de navires, représentant une capacité de transport de trente mille lasts (un lasts vaut approximativement une tonne), dont dix pour la navigation en Baltique, autant pour le transport vers les Pays-Bas, deux pour les relations avec la Norvège et l’Islande et huit pour la flotte de mer du Nord.

## Démographie
- Vers 1400 : la population de la Terre est estimée à 374 millions d'habitants (458 en 1500)[12] ; 203 millions en Asie, 63 en Europe, 68 en Afrique, 39 en Amérique, 2 en Océanie[13].
- Pékin, nouvelle capitale chinoise inaugurée en 1421, devient la ville la plus peuplée du monde de 1425 à 1650 avec environ 672 000 habitants en 1500 [14].
- La population de l'Angleterre, qui était estimée en 1350 à environ 4 millions d'habitants est retombée entre 2 et 2,2 millions après la peste noire.
- 150 000 habitants à Paris.
- Buda et Pest réunies comptent 15 000 habitants. Sopron, Debrecen et Szeged en comptent 4 000 chacune. Pozsony et les villes minières de Haute-Hongrie et Transylvanie se développent également.